# Иргизский
Иргизский — посёлок в Большечерниговском районе Самарской области. Входит в состав сельского поселения Украинка.

## История
В 1973 г. Указом Президиума ВС РСФСР посёлок отделения № 3 совхоза «Украинский» переименован в Иргизский.

## Население
| 2010 | 2011 | 2012 | 2013 | 2014 | 2015 | 2016 |
| ---- | ---- | ---- | ---- | ---- | ---- | ---- |
| 264  | ↗266 | ↗269 | ↗296 | ↗299 | ↘294 | ↘293 |

Проживают башкиры.

## Религия
Мечети
- Мечеть